# Kim & Hallo
Kim & Hallo från Skive, Midtjylland i Danmark bildades 1989 när Kim Harring och Keld Dons, planerade att spela in en CD. CD gavs ut och låten "Du ligner din mor", blev orkesterns första hit på Dansktoppen.
Orkestern bestod av Kim Harring, Keld Dons, Frank Snebang och Frank Riisgaard. Sedan starten 1990 har de gjort nio album och medverkat i både dansk, norsk och svensk TV.

## Medlemmar
Kim & Hallo består i dag av:
- Kim Harring
- Keld Dons
- Jacob Thorstensen
- Martin Rydnemalm
- Jesper Vestergård

## Album
- Du ligner din mor Vol. 1
- Kim & Hallo Vol.2
- The Collection
- 10 år med Kim & Hallo
- Harmonika
- Frimärkesprog 3 CD boks
- Det' helt okay Vol. 8
- Saxofon